# Wiesław Lechowicz
Wiesław Adam Lechowicz (ur. 22 grudnia 1962 w Dąbrowie Tarnowskiej) – polski duchowny rzymskokatolicki, doktor teologii pastoralnej, rektor Wyższego Seminarium Duchownego w Tarnowie w latach 2004–2008, biskup pomocniczy tarnowski w latach 2008–2022, biskup polowy Wojska Polskiego od 2022.

## Życiorys
Urodził się 22 grudnia 1962 w Dąbrowie Tarnowskiej w rodzinie Bolesława i Władysławy z domu Piętak. W 1981 ukończył I Liceum Ogólnokształcące w Tarnowie i złożył egzamin dojrzałości. W latach 1981–1987 studiował w Wyższym Seminarium Duchownym w Tarnowie. Święceń prezbiteratu udzielił mu 24 maja 1987 w katedrze tarnowskiej biskup diecezjalny tarnowski Jerzy Ablewicz. Inkardynowany został do diecezji tarnowskiej. Od 1992 kontynuował studia w zakresie teologii pastoralnej w Ateneum św. Krzyża w Rzymie, w 1994 uzyskał licencjat na podstawie pracy Il concetto di comunicazione e la sua ricezione nel magistero di Giovanni Paolo II, a w 1996 doktorat na podstawie dysertacji Predicazione e comunicazione. Analisi della predicazione omiletica alla luce della teoria della comunicazione. Odbył również studia z prawa kanonicznego w Instytucie Prawa Kanonicznego przy Papieskiej Akademii Teologicznej w Krakowie, które ukończył w 2002 z licencjatem na podstawie pracy Kanoniczna organizacja stałej formacji duchowieństwa w diecezji tarnowskiej w latach 1917–2000. Studium porównawcze kościelnego prawa powszechnego, ogólnopolskiego i tarnowskiego – diecezjalnego.
Pracował jako wikariusz w Krościenku nad Dunajcem (1987–1991) i w parafii św. Jadwigi w Dębicy (1991–1992), a po zakończeniu studiów doktoranckich był duszpasterzem w parafii św. Mikołaja w Bochni, a następnie w parafii Matki Bożej Niepokalanej w Nowym Sączu. W 1997 został wykładowcą homiletyki, a później także teologii pastoralnej na Wydziale Teologicznym w Tarnowie. W latach 1998–1999 był kapelanem biskupa tarnowskiego Wiktora Skworca. Od 1999 do 2004 pełnił funkcję prefekta Wyższego Seminarium Duchownego w Tarnowie, a w latach 2004–2008 piastował urząd rektora tego seminarium. W ramach prac Komisji Duszpasterskiej Konferencji Episkopatu Polski był współredaktorem ogólnopolskiego programu homiletycznego na lata od 2001/2002 do 2006/2007. Papież Benedykt XVI przyznał mu godność kapelana Jego Świątobliwości.
22 grudnia 2007 papież Benedykt XVI mianował go biskupem pomocniczym diecezji tarnowskiej ze stolicą tytularną Lambiridi. Święcenia biskupie otrzymał 16 lutego 2008 w katedrze tarnowskiej. Udzielił mu ich biskup diecezjalny tarnowski Wiktor Skworc, któremu towarzyszyli kardynał Stanisław Dziwisz, arcybiskup metropolita krakowski, i arcybiskup Józef Kowalczyk, nuncjusz apostolski w Polsce. Jako dewizę biskupią przyjął słowa „In finem diligere” (Do końca umiłować). Po przejściu Wiktora Skworca do archidiecezji katowickiej, od 28 listopada 2011 do 15 czerwca 2012, pełnił funkcję administratora diecezji.
15 stycznia 2022 papież Franciszek mianował go biskupem polowym Wojska Polskiego. 12 lutego 2022 kanonicznie objął urząd i odbył ingres do katedry polowej Wojska Polskiego w Warszawie.
W ramach Konferencji Episkopatu Polski w latach 2010–2012 był delegatem ds. Powołań, a w latach 2011–2022 delegatem ds. Duszpasterstwa Emigracji Polskiej, jednocześnie pełniąc funkcję przewodniczącego Komisji ds. Polonii i Polaków za Granicą, przekształconej w 2021 w Zespół przy Delegacie KEP ds. Duszpasterstwa Emigracji Polskiej. W związku z pełnioną funkcją w 2015 Stolica Apostolska zwolniła go z obowiązków w diecezji tarnowskiej, przeniósł się do Warszawy, gdzie zorganizował Biuro ds. Duszpasterstwa Emigracji przy Sekretariacie Episkopatu. W 2022 został delegatem: ds. Duszpasterstwa Policji, ds. Duszpasterstwa Straży Ochrony Kolei, ds. Duszpasterstwa Kombatantów, ds. Duszpasterstwa Harcerzy, Duszpasterstwa Krajowej Administracji Skarbowej i ds. Duszpasterstwa Służby Więziennej. Ponadto wszedł w skład Komisji Duchowieństwa (od 2016), Zespołu ds. Ruchów Intronizacyjnych (od 2014) i Rady ds. Migracji, Turystyki i Pielgrzymek (od 2017). Został również członkiem Międzynarodowej Katolickiej Komisji ds. Migracji.
W 2016 był współkonsekratorem podczas sakry biskupa pomocniczego tarnowskiego Leszka Leszkiewicza.

## Odznaczenia
W 2021 prezydent RP Andrzej Duda nadał mu Krzyż Kawalerski Orderu Odrodzenia Polski.
W 2023 otrzymał Złoty Medal za Zasługi dla Policji.
Został wyróżniony odznaką okolicznościową „Medal 30-lecia restytucji Prawosławnego Ordynariatu WP” (2024), Medalem Sztabu Generalnego Wojska Polskiego (2025), Medalem 10-lecia sformowania Dowództwa Generalnego Rodzajów Sił Zbrojnych (2025), odznaką pamiątkową Ewangelickiego Duszpasterstwa Wojskowego (2025) i ex officio odznaką pamiątkową Ordynariatu Polowego (2025).